# Злобино (Меленковский район)
Злобино — деревня в Меленковском районе Владимирской области. Входит в состав Бутылицкого сельского поселения.

## География
Деревня расположена на берегу реки Унжа в 13 км на юг от центра поселения села Бутылицы и в 9 км на север от райцентра Меленки. С севера к деревне примыкает военный городок Злобино-2 с воинской частью 96570.

### Природные ресурсы
В окрестностях деревни произрастает широкое разнообразие видов сосудистых растений. Населенный пункт окружен смешанными лесами.

## История
В XIX — первой четверти XX века деревня входила в состав Лехтовской волости Меленковского уезда, с 1926 года — в составе Меленковской волости Муромского уезда. В 1859 году в деревне числилось 83 двора, в 1905 году — 139 дворов, в 1926 году — 209 дворов.
С 1929 года деревня являлась центром Злобинского сельсовета Меленковского района, с 1940 года — в составе Архангельского сельсовета, с 2005 года — в составе Бутылицкого сельского поселения.
До 2010 года в деревне действовала Злобинская основная общеобразовательная школа.

## Население
| 1859 | 1897 | 1905 | 1926 | 2002 | 2010 | 2021 |
| ---- | ---- | ---- | ---- | ---- | ---- | ---- |
| 602  | ↗744 | ↗818 | ↗964 | ↘748 | ↘635 | ↘544 |